# Helmut Kohl
Helmut Joseph Michael Kohl (Ludwigshafen am Rhein, 3 de abril de 1930-Ludwigshafen am Rhein, 16 de junio de 2017) fue un político y estadista alemán. Desempeñó el cargo de canciller de Alemania entre el 1 de octubre de 1982 y el 26 de octubre de 1998. Hasta el 3 de octubre de 1990, fecha de la reunificación de Alemania, fue canciller únicamente de la Alemania Occidental y, a partir de ese momento, de la República Federal de Alemania unificada. También dirigió el partido Unión Demócrata Cristiana (CDU) entre 1973 y 1998.

## Biografía

### Inicios
Nacido en Ludwigshafen del Rin en el seno de una familia católica y conservadora. Kohl recibió en las Juventudes Hitlerianas una instrucción premilitar como ayudante de la defensa antiaérea y en la Wehrmacht (el Ejército regular de la Alemania nazi) poco antes del final de la Segunda Guerra Mundial.
En 1960 se casó con Hannelore Renner, con quien tuvo dos hijos. El 5 de julio del 2001, Hannelore fue hallada muerta en su casa, en Ludwigshafen. Es posible que se quitara la vida ingiriendo una dosis excesiva de somníferos y analgésicos, quizás a causa del sufrimiento que le causaba su muy dolorosa y extraña fotoalergia que le impedía estar al sol.

### Carrera política
En 1947 Kohl fue uno de los fundadores de la Junge Union en Ludwigshafen (la Junge Union es la sección juvenil de la CDU/CSU). En 1958 se doctoró en historia con una tesis titulada El desarrollo político en el Palatinado y el resurgimiento de los partidos después de 1945. Entre 1969 y 1976 fue primer ministro del estado federado de Renania-Palatinado y de 1976 a 2002 fue miembro del Parlamento federal. Fue líder de la oposición cristiano-demócrata al Gobierno del socialdemócrata (SPD) Helmut Schmidt. Fue candidato de la CDU/CSU a la cancillería en las elecciones federales de 1976, en las que se impuso la coalición entre el SPD y el FDP.

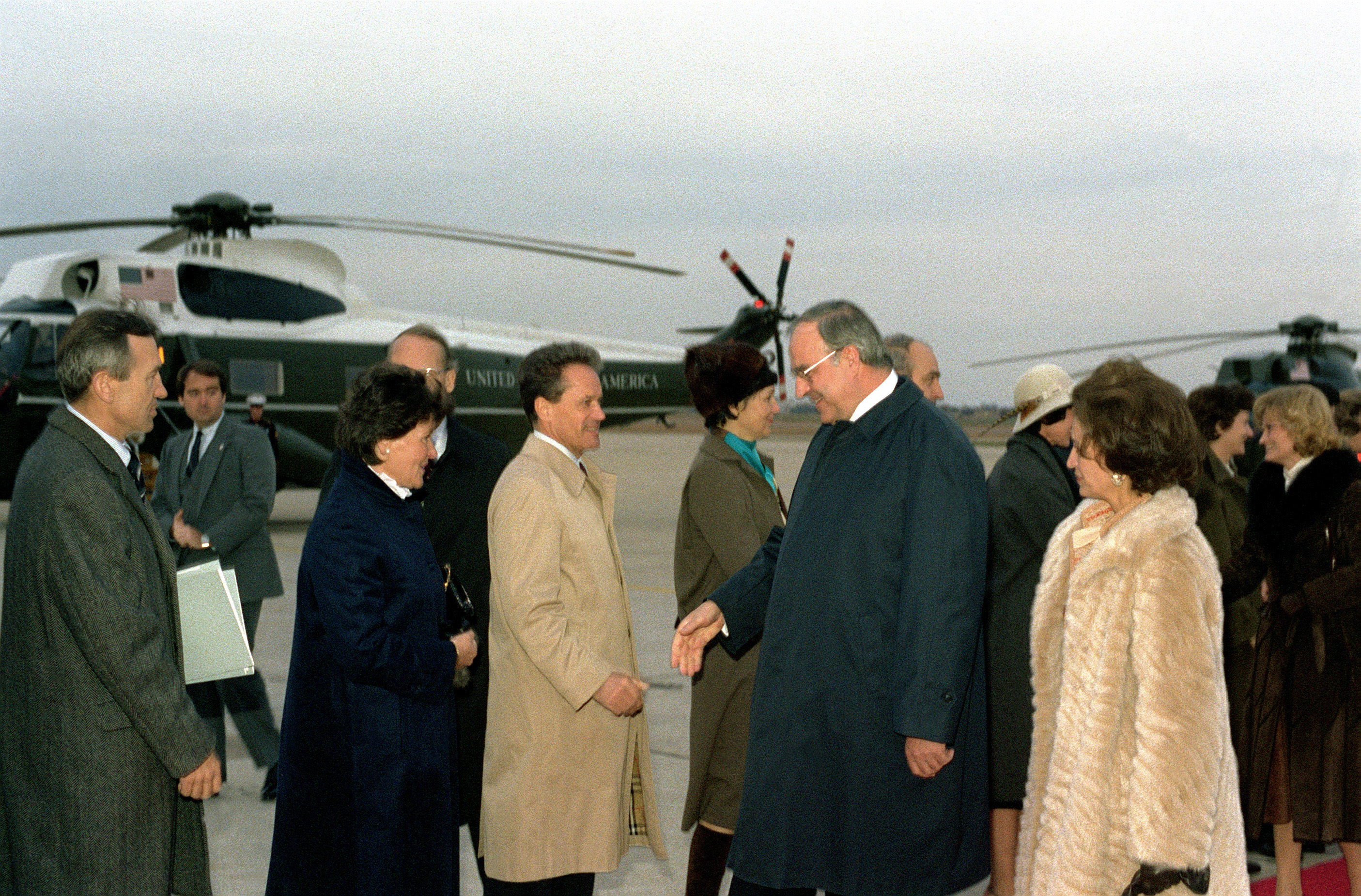
Helmut Kohl en una visita a Estados Unidos en 1982.

El 1 de octubre de 1982, Kohl sucedió a Helmut Schmidt como canciller a través de una moción de confianza, en la que muchos miembros del Partido Liberal de Alemania (FDP), que hasta ese momento había apoyado a los socialdemócratas, cambiaron de alianza y apoyaron a los democristianos. En los primeros días de su Gobierno, Kohl tuvo que enfrentarse a una dura oposición por parte de los socialdemócratas: sus adversarios políticos se referían a él a menudo con el mote despectivo de «Birne» ('pera' o 'coco' ['cabeza'] en alemán), ya que la cabeza del canciller se representaba en las caricaturas de la época con esa forma.
En 1986 la fiscalía había abierto un sumario por falso testimonio del entonces canciller respecto a las millonarias donaciones recibidas por la CDU y el partido liberal del consorcio industrial Flick. El escándalo Flick sacudió los cimientos del sistema político alemán y a la postre condujo a una reforma de la legislación sobre la financiación de los partidos.
Kohl es el canciller de Alemania que durante más tiempo ha ocupado el cargo, exceptuando a Otto von Bismarck (que lo fue durante diecinueve años). El 27 de octubre de 1998 le sucedió en el puesto Gerhard Schröder tras una aplastante victoria del SPD en las elecciones de aquel año, tras lo cual Kohl renunció a la presidencia del partido. Un año más tarde, en 1999, estalló el escándalo. Kohl reconoció que había recibido 100.000 marcos, unos 50.000 euros, para financiar a la CDU. A pesar de que Helmut Kohl se negó a delatar los nombres de las personas que aportaron secretamente, sus propios compañeros de dirección del partido afirmaron haber recibido millonarias sumas, en algunos casos de empresas favorecidas con la privatización estatal. El presidente de la CDU, Wolfgang Schäuble, quien inicialmente había negado la existencia de cuentas clandestinas, reconoció haber utilizado métodos de blanqueo de donaciones de origen confuso. Jaqueado por escándalos de corrupción de su Gobierno, junto con el asunto «Spendenaffäre» que destapó la existencia de donaciones irregulares a la cúpula del partido y que acabó con el suicidio sospechoso de un miembro del Bundestag de la CDU, Kohl debió distanciarse de su partido. En 1999, la fiscalía de Bonn notificó al Bundestag la apertura de un sumario en su contra por corrupción y financiación ilegal del partido democristiano CDU. La fiscalía de Bonn investigó al canciller democristiano por haber incurrido en malversación de fondos, al haber aceptado, como él mismo admitió en una entrevista televisiva, al menos dos millones de marcos (170 millones de pesetas) en donaciones ilegales entre 1993 y 1998.

### La reunificación alemana y la Unión Europea

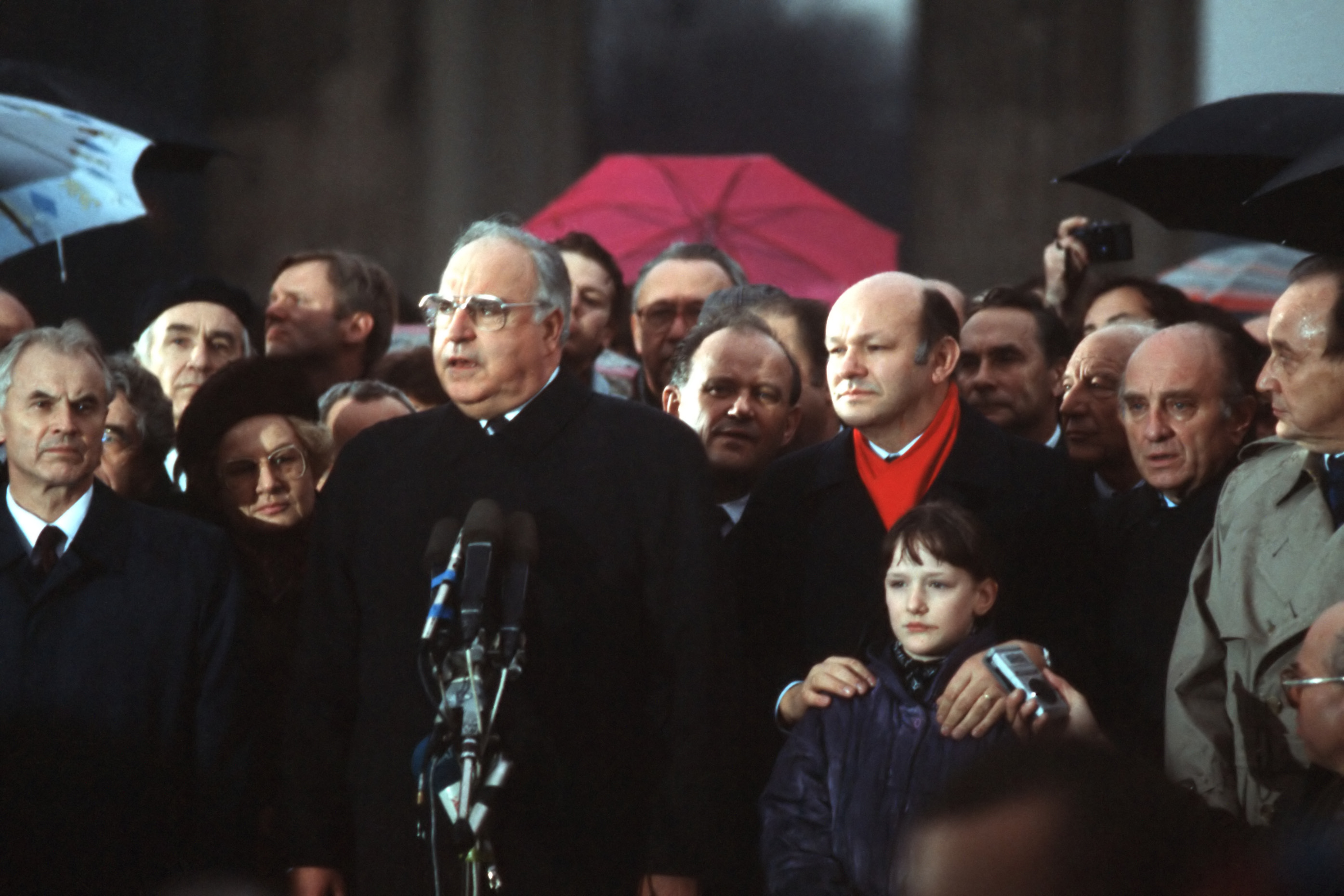
Kohl frente a la Puerta de Brandeburgo en Berlín, diciembre de 1989.

Tras la moción de confianza a Helmut Schmidt en 1982 y su relevo por Helmut Kohl en la cancillería de la República Federal de Alemania, el gobierno alemán jugará un papel importante en el proceso de adhesión de España a las CEE. En el Consejo Europeo de Stuttgart (17 y 19 de junio de 1983) – bajo presidencia alemana –, se produjo un importante impulso a ese proceso al quedar vinculada la ampliación comunitaria y su reforma interna al incremento de los recursos comunitarios que Alemania pedía. Es en ese contexto en el que el canciller alemán diría en Stuttgart: “O se amplía la Comunidad o no hay más dinero alemán”. En aquel entonces, Alemania aportaba el 28% del presupuesto comunitario.
Kohl lideró el proceso de reunificación de Alemania, que se inició con la caída del Muro de Berlín el 9 de noviembre de 1989 y que concluyó formalmente el 3 de octubre de 1990.
Como primera etapa de la reunificación, Kohl —siguiendo los principios de la Ostpolitik— realizó en 1987 una visita de Estado a Erich Honecker, líder de la República Democrática Alemana, primer encuentro entre jefes de Estado de las dos Alemanias después de la Segunda Guerra Mundial.
El 19 de diciembre de 1989 dio un discurso en Dresde (RDA), ante las ruinas de la iglesia de Nuestra Señora (que sería reconstruida en 1993-2005), en el cual llamó a la reunificación de Alemania.
Kohl abogó por reforzar el débil aparato económico del este de Alemania introduciendo las reglas del mercado libre y en especial gracias a una fuerte aportación de capital y una gran cantidad de inversiones. A pesar de que en el momento de su derrota electoral parecía que su proyecto había fracasado, la reunificación fue un paso necesario para la integración europea. Así, durante su administración, Kohl impulsó la marcha de la Comunidad Europea hacia la unión política y monetaria de Europa, que se concretó en la Unión Europea instituida en 1993 cuando entró en vigor el Tratado de Maastricht.
Su última acción en asuntos europeos fue participar en la aprobación del Tratado de Ámsterdam. El tratado entró en vigor en 1999, después de que Kohl se retirara del Gobierno alemán.

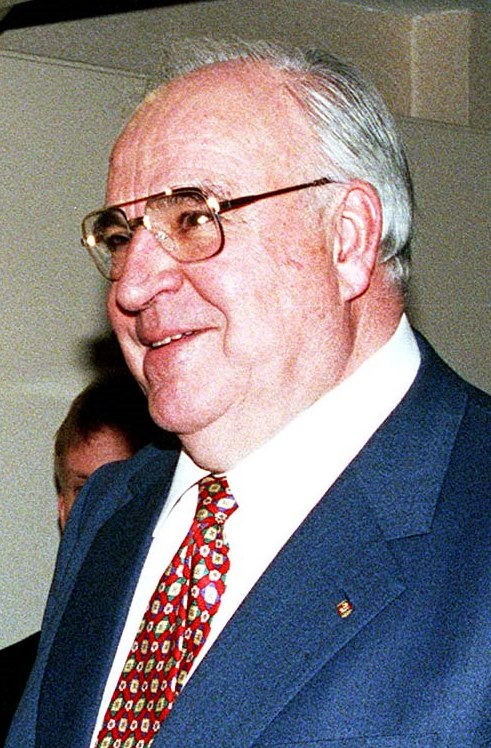
Kohl en 1998.

En 1998, Kohl fue nombrado ciudadano de honor de Europa por el Consejo Europeo, un galardón que hasta entonces solo había sido concedido a Jean Monnet. Entre otros reconocimientos a su actividad europea están el Premio Carlomagno, compartido con el presidente francés François Mitterrand en 1988, y el Premio Príncipe de Asturias de Cooperación Internacional.
Ya retirado de la vida política, se casó el 8 de mayo de 2008 con Maike Richter, quien formaba parte de su grupo político. Falleció el 16 de junio de 2017 tras una larga enfermedad.